# Faliskiska
Faliskiskan var ett språk i antikens Italien som tillsammans med det närbesläktade latinet bildar den latino-faliskiska gruppen bland de italiska språken. 
Faliskiskan talades av faliskerna i norra Latium. Det finns bevarat i 36 korta inskrifter från 200-talet f.Kr. och 100-talet f.Kr.. Alfabetet är en utveckling av det etruskiska alfabetet och skrevs från höger till vänster, men uppvisar även spår av inflytande från det latinska alfabetet. 
Språket fanns troligen kvar till omkring 150 f.Kr. innan det slutgiltigt ersattes av latinet.